# شهرستان کوتنو
شهرستان کوتنو (به لاتین: Kutno County) یک شهرستان در لهستان است که در استان ووتسکی واقع شده‌است.

## خصوصیات
شهرستان کوتنو ۸۸۶٫۲۹ کیلومترمربع مساحت و ۱۰۴٬۱۲۴ نفر جمعیت دارد.